# LK I
LK I (Leichter Kampfwagen I) – niemiecki prototypowy czołg lekki opracowany podczas I wojny światowej. Pojazd wyposażony był w wieżę uzbrojoną w pojedynczy karabin maszynowy MG08 kalibru 7,92 mm.
W 1918 roku zbudowano dwa prototypy pojazdu, produkcji seryjnej nie podjęto.